# Thollon-les-Mémises
Thollon-les-Mémises, bis 1995 Thollon genannt, ist eine französische Gemeinde im Département Haute-Savoie in der Region Auvergne-Rhône-Alpes.

## Geographie
Thollon-les-Mémises liegt auf 922 m, 17 Kilometer östlich der Stadt Thonon-les-Bains (Luftlinie). Das Dorf, das sich in den letzten Jahrzehnten zu einer Wintersportstation entwickelt hat, erstreckt sich im Chablais, auf einem Hochplateau am Nordfuß der Montagne des Mémises, hoch über dem Genfersee.
Die Fläche des 13,78 km² großen Gemeindegebiets umfasst einen Abschnitt der nördlichen Chablais-Alpen. Das stark reliefierte Gemeindeareal erstreckt sich vom Plateau von Thollon nach Süden auf die Kalkgipfel der Montagne des Mémises (bis 1686 m). Ein schmaler Streifen reicht nach Osten in das dicht bewaldete und durch kurze Erosionsrinnen gegliederte Gebiet oberhalb des Genfersees im Bereich von Pic de Blanchard (1472 m) und Pointe de l’Aritte (1691 m). Auf dem Pic Boré wird mit 1974 m die höchste Erhebung von Thollon erreicht.

### Gemeindegliederung
Zu Thollon-les-Mémises gehören neben dem ursprünglichen Dorfzentrum verschiedene Weiler- und Hotelsiedlungen, nämlich von Westen nach Osten:
- Chez Cachat (910 m)
- Chez les Vesins (925 m)
- Le Nouy (950 m)
- Chez les Aires (990 m)
- Leucel (940 m)
- Le Maravant (962 m)
- Lajoux (1031 m)
- Grand Roc (1015 m)

Nachbargemeinden von Thollon-les-Mémises sind Lugrin und Meillerie im Norden, Saint-Gingolph und Novel im Osten und Bernex im Süden.

## Geschichte
Thollon wird im 15. Jahrhundert erwähnt. 

## Sehenswürdigkeiten
Erwähnenswert sind die Kirche Saint-Ours, die Mitte des 19. Jahrhunderts erbaut wurde, und die Chapelle de Trossy, die von 1850 stammt.

## Bevölkerung
| Jahr                       | 1962 | 1968 | 1975 | 1982 | 1990 | 1999 | 2004 |
| Einwohner                  | 390  | 381  | 401  | 416  | 533  | 593  | 691  |
| Quellen: Cassini und INSEE |      |      |      |      |      |      |      |

Mit 808 Einwohnern (Stand 1. Januar 2022) gehört Thollon-les-Mémises zu den kleinen Gemeinden des Département Haute-Savoie. In den letzten Jahrzehnten wurde dank der schönen Wohnlage ein kontinuierliches starkes Wachstum der Einwohnerzahl verzeichnet. Außerhalb des alten Dorfkerns entstanden zahlreiche Einfamilienhäuser sowie Ferienwohnungen.

## Wirtschaft und Infrastruktur

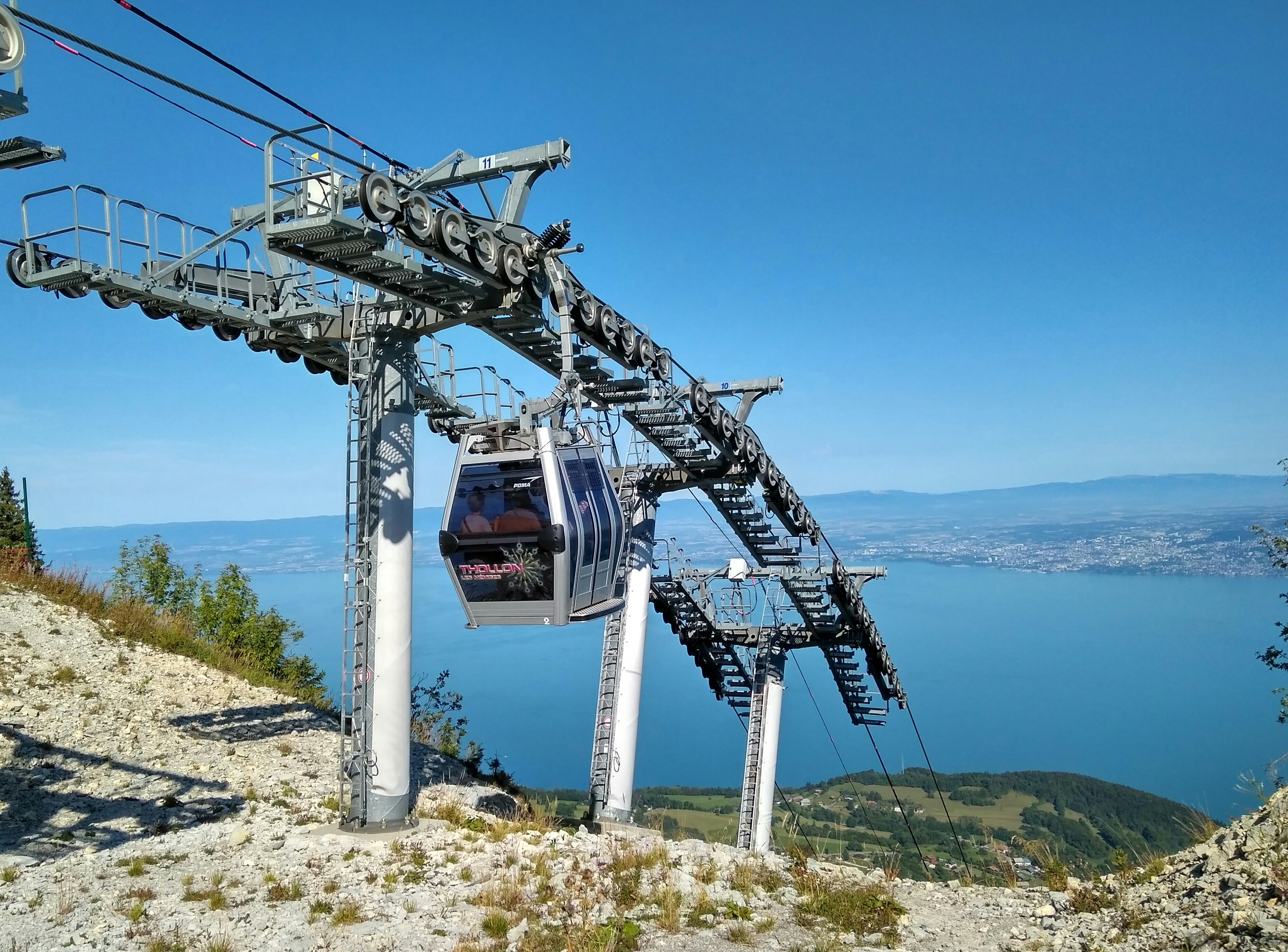
Seilbahn

Thollon-les-Mémises war bis weit ins 20. Jahrhundert hinein ein vorwiegend durch die Landwirtschaft geprägtes Dorf. Mittlerweile hat sich das Dorf zur Wintersportstation mit zahlreichen touristischen Einrichtungen entwickelt. Auf den Berggrat der Montagne des Mémises führt eine Luftseilbahn. Südlich davon befindet sich ein Skigebiet mit mehreren Skiliftanlagen.
Die Ortschaft liegt abseits der größeren Durchgangsstraßen. Die Zufahrt erfolgt über eine Verbindungsstraße von Évian-les-Bains bzw. Lugrin.